# Dieter Burdenski
Dieter Burdenski (Bremen, Alemania Federal; 26 de noviembre de 1950 – Bremen, Alemania; 9 de octubre de 2024) fue un futbolista alemán que jugó en la posición de guardameta.

## Carrera

### Club
| Club              | Temporada        | Liga               | Liga        | Liga  | DFB-Pokal   | DFB-Pokal | Continental | Continental | Europa      | Europa | Total       | Total |
| Club              | Temporada        | División           | Apariciones | Goles | Apariciones | Goles     | Apariciones | Goles       | Apariciones | Goles  | Apariciones | Goles |
| ----------------- | ---------------- | ------------------ | ----------- | ----- | ----------- | --------- | ----------- | ----------- | ----------- | ------ | ----------- | ----- |
| Schalke 04        | 1970–71          | Bundesliga         | 3           | 0     | 3           | 0         | –           | –           | –           | –      | 6           | 0     |
| Arminia Bielefeld | 1971–72          | Bundesliga         | 31          | 0     | 2           | 0         | –           | –           | –           | –      | 33          | 0     |
| Werder Bremen     | 1972–73          | Bundesliga         | 4           | 0     | 2           | 0         | –           | –           | 3           | 0      | 9           | 0     |
| Werder Bremen     | 1973–74          | Bundesliga         | 34          | 0     | 3           | 0         | –           | –           | –           | –      | 37          | 0     |
| Werder Bremen     | 1974–75          | Bundesliga         | 34          | 0     | 6           | 0         | –           | –           | –           | –      | 40          | 0     |
| Werder Bremen     | 1975–76          | Bundesliga         | 34          | 0     | 1           | 0         | –           | –           | –           | –      | 35          | 0     |
| Werder Bremen     | 1976–77          | Bundesliga         | 34          | 0     | 4           | 0         | –           | –           | –           | –      | 38          | 0     |
| Werder Bremen     | 1977–78          | Bundesliga         | 33          | 0     | 6           | 0         | –           | –           | –           | –      | 39          | 0     |
| Werder Bremen     | 1978–79          | Bundesliga         | 34          | 0     | 2           | 0         | –           | –           | –           | –      | 36          | 0     |
| Werder Bremen     | 1979–80          | Bundesliga         | 34          | 1     | 2           | 0         | –           | –           | –           | –      | 36          | 1     |
| Werder Bremen     | 1980–81          | 2. Bundesliga Nord | 35          | 0     | 4           | 0         | –           | –           | –           | –      | 39          | 0     |
| Werder Bremen     | 1981–82          | Bundesliga         | 33          | 0     | 5           | 0         | –           | –           | –           | –      | 38          | 0     |
| Werder Bremen     | 1982–83          | Bundesliga         | 34          | 0     | 2           | 0         | 6           | 0           | –           | –      | 42          | 0     |
| Werder Bremen     | 1983–84          | Bundesliga         | 34          | 0     | 5           | 0         | 4           | 0           | –           | –      | 43          | 0     |
| Werder Bremen     | 1984–85          | Bundesliga         | 34          | 0     | 4           | 0         | 2           | 0           | –           | –      | 40          | 0     |
| Werder Bremen     | 1985–86          | Bundesliga         | 31          | 0     | 3           | 0         | 2           | 0           | –           | –      | 36          | 0     |
| Werder Bremen     | 1986–87          | Bundesliga         | 34          | 0     | 1           | 0         | 2           | 0           | –           | –      | 37          | 0     |
| Werder Bremen     | 1987–88          | Bundesliga         | 3           | 0     | 0           | 0         | –           | –           | –           | –      | 3           | 0     |
| Werder Bremen     | Total            | Total              | 479         | 1     | 50          | 0         | 16          | 0           | 3           | 0      | 548         | 1     |
| AIK               | 1988             | Allsvenskan        | 1           | 0     | 0           | 0         | –           | –           | –           | –      | 1           | 0     |
| Vitesse Arnhem    | 1990–91          | Eredivisie         | 3           | 0     | 0           | 0         | –           | –           | –           | –      | 3           | 0     |
| Werder Bremen II  | 2001–02          | Regionalliga Nord  | 1           | 0     | –           | –         | –           | –           | –           | –      | 1           | 0     |
| Total de carrera  | Total de carrera | Total de carrera   | 518         | 1     | 55          | 0         | 16          | 0           | 3           | 0      | 592         | 1     |

### Selección nacional
Jugó para Alemania Federal en 12 ocasiones de 1977 a 1984, fue convocado para jugar en la Copa Mundial de Fútbol de 1978 y en la Eurocopa 1984.

## Escándalo
Burdenski fue castigado por participar en el escándalo de la Bundesliga de 1971 donde hubo arreglo de partidos en los que estaba involucrado el Arminia Bielefeld, FC Schalke 04, VfB Stuttgart, Hertha BSC, MSV Duisburg y el Kickers Offenbach; además de dirigentes y el entrenador del Rot-Weiß Oberhausen.

## Logros
- Equipo Ideal de la Bundesliga de Alemania en 1978/79 y 1986/87.
- Jugador más viejo en debutar en la Eredivisie (39 años, noviembre de 1990).[5]